# String Quartet in Four Parts
String Quartet in Four Parts è una composizione per quartetto d'archi di John Cage. 
Composta nel 1950, è una delle ultime opere che egli scrisse non del tutto legate all'Indeterminatezza. Come le precedenti Sonatas and Interludes per pianoforte preparato (1946–48) e il balletto The Seasons (1947), si basa su alcune idee della filosofia indiana.

## General information
Cage iniziò a scrivere il quartetto nel 1949 a Parigi. Prima di lavorarci, comunicò ai suoi genitori che voleva comporre un'opera che avrebbe elogiato il silenzio senza effettivamente usarlo; dopo aver completato il primo movimento era così affascinato dal nuovo modo di lavorare che scrisse in una lettera: «Questo pezzo è come l'apertura di un'altra porta; le possibilità implicite sono illimitate.»  Il pezzo fu completato nel 1950 a New York City e dedicato a Lou Harrison. Fu presentato in anteprima il 12 agosto dello stesso anno al Black Mountain College.
Lo String Quartet in Four Parts si basa in parte sulla visione indiana delle stagioni, in cui esse - primavera, estate, autunno e inverno - sono associate ognuna ad una forza particolare (quelle della creazione, conservazione e distruzione e quiescenza):
1. Quietly Flowing Along – Estate
2. Slowly Rocking – Autunno
3. Nearly Stationary – Inverno
4. Quodlibet – Primavera

La generale quiete e piattezza del suono nel quartetto può essere un'espressione di tranquillità, l'emozione unificante delle nove emozioni permanenti dell'estetica rasa, che Cage aveva esplorato in precedenza in Sonatas and Interludes per piano preparato, dalla quale riprende pure l'uso del contrappunto: il terzo movimento usa un  canone per una singola linea melodica, che si ripete andando indietro, in una forma leggermente ritmata, fin all'inizio.  Cage compose canoni fin dalle sue prime opere, come i Three Easy Pieces del 1933 e Solo with obbligato accompaniment of two voices in canon di 1934.

## Edizioni
- Edition Peters 6757. (c) 1960 della Henmar Press.